# Судаков, Иван Андреевич
Иван Андреевич Судаков — сын боярский и голова, посол во времена правления Ивана IV Васильевича Грозного, Фёдора Ивановича и Бориса Годунова.

## Биография
Помещик Обонежской пятины. Голова в Раковоре (1578), Кружборхе (1579), Кукейносе (1581), 2-й голова в Орешке (1582—1583). Послан в Ладогу «годовать до прихода шведских немцев» (20 июля 1584). В связи со шведской угрозой велено быть в Ладоге головой (1586), затем переведён головой в Новгород Великий.
Отправлен послом в Крым для переговоров с ханом о мире (1587). После возвращения составил довольно подробный «статейский список» (отчёт) о своём посольстве, содержащих много подробностей, как и о самих переговорах, так и об управлении ханством, о роли «карачеев», представителей татарских княжеских фамилий и.т. д.
Впоследствии 1-й голова в Орешке (1592), Ивангороде «в земляном городе» (1593—1596). Упомянут среди голов в Пскове (1598). В качестве пристава послан из Ивангорода встречать шведского королевича Густава, несостоявшегося жениха Ксении Годуновой, и вместе с князем С. И. Долгоруким сопровождал его до Москвы (август 1599). Прислан «с рождества Христова» в Корелу (1602), впоследствии велено быть в Ивангороде «для датцкого королевича».